# HMS Atherstone (L05)
Pour les autres navires du même nom, voir HMS Atherstone.
Le HMS Atherstone est un destroyer de classe Hunt de type I de la Royal Navy, qui participa aux opérations navales contre la Kriegsmarine (marine Allemande) pendant la seconde Guerre mondiale.

## Construction
L’Atherstone est commandé le 21 mars 1939  dans le cadre de programmation de 1939 pour le chantier naval de Cammell Laird à Birkenhead en Angleterre. La pose de la quille est effectuée le 8 juin 1939, l’Atherstone est lancé le 12 décembre 1939 et mis en service le 23 mars 1940.
En mars 1942, il est parrainé par la communauté civile de Long Eaton dans le Derbyshire, dans le cadre de la Warship Week (semaine des navires de guerre).
L’Atherstone fait partie du premier lot de dix destroyers de classe Hunt. Ils doivent résoudre une pénurie de destroyers, notamment pour les tâches d’escorte. Ils doivent combiner le lourd armement anti-aérien des sloops de la classe Bittern avec une vitesse de 29 noeuds pour une liaison plus rapide avec la flotte.
Un test d'inclinaison lors de l'aménagement du navire montré une erreur de conception qui rend le navire dangereusement instable. Pour rétablir la stabilité à des niveaux acceptables, un canon de marine de 4 pouces QF Mk XVI (100 mm) est retiré, la superstructure et l'entonnoir du navire (pièce métallique entourant les cheminées) sont coupés et un ballast supplémentaire est installé. Une fois modifié, l’Atherstone est mis en service le 23 mars 1940.

## Histoire

### Seconde Guerre mondiale
L’Atherstone rejoint la 1re flottille de destroyers basée à Portsmouth pour des missions d'escorte de convois dans la Manche. En juin et juillet, il est détaché dans la Home Fleet et revient à Portsmouth en août. Le 11 septembre 1940, alors qu'il escorte le convoi CW11 dans la Manche, l’Atherstone est touché par deux bombes et failli l'être par une troisième, causant de graves dommages et tuant 5 hommes. Après des réparations au Chatham Dockyard, il est de retour en janvier 1941. En décembre 1941, après un réaménagement à Southampton, il est transféré à la 15e flottille de destroyers basée à Devonport.
Le 26 mars 1942, l’Atherstone quitte Falmouth pour participer à l'opération Chariot, le raid de Saint-Nazaire. L’Atherstone et son sister-ship, le Tynedale, escortent le Campbeltown et le reste de la force de frappe remorquant le MGB 314. Le 27 mars, au début de la journée, le Tynedale repère l’U-593 : les deux destroyers d'escorte attaquent le sous-marin allemand. Bien que l’U-593 ait survécu à l'attaque, les destroyers forcent le sous-marin à rester immergé pendant plusieurs heures.
En mai 1942, l’Atherstone est transféré à la 16e flottille de destroyers, escortant des convois au large de la côte est de la Bretagne. En mars 1943, le navire est transféré en mer Méditerranée et rejoint la 18e flottille de destroyers. En juillet 1943, l’Atherstone prend part à l'invasion de la Sicile par les Alliés, faisant partie de la force navale appuyant le débarquement du XXXe corps britannique au sud-ouest de Syracuse. Le 26 novembre 1943, il sauve environ 70 survivants du navire de transport de troupes HMT Rohna, qui sombre après avoir été frappé par une bombe planante Henschel Hs 293 au large des côtes de l'Algérie française.
La flottille adriatique de la Royal Navy comprend l’Aldenham, l’Atherstone, l’Avon Vale, le Lamerton, le Lauderdale, le Wheatland, le Wilton, le Brocklesby et le Quantock.
Le 14 décembre 1944, l’Aldenham et l’Atherstone s'en vont d'une base de la Royal Navy à Ist et jettent l'ancre au large de la côte ouest de l'île de Pag, au nord de Zadar, pour bombarder une batterie d'artillerie près de Karlobag et d'autres cibles militaires. En raison de la faible visibilité, les observateurs d'artillerie à Pag demandent aux destroyers de frapper en premier les objectifs de l'île de Pag. La ville de Pag est prise pour cible par les destroyers pendant une heure à 14 h 00, tandis que l’Aldenham est seul à attaquer la batterie à Karlobag vers 13 h 00 et de nouveau avant 15 h 00 alors que la visibilité s'améliore, tirant 200 obus contre cette cible. À 15 heures, les destroyers commencent leur retour vers Ist avec l’Aldenham devant l’Atherstone.
Alors que l’Aldenham fait un virage au nord de l’îlot de Škrda pour naviguer entre les îles de Planik et d'Olib, il heurte une mine qui explose sous sa salle des machines. Le navire se brise en deux et la proue coule rapidement puis la poupe un peu plus tard, à 15 h 29. Le temps froid gêne les efforts de sauvetage de l’Atherstone, accompagné des ML 238 et HDML 1162 : seuls 58 marins et cinq officiers, dont Farrant, sont retirés de la mer. 126 membres d'équipage meurent, ainsi qu'un partisan yougoslave blessé transporté de Pag pour y être soigné et un officier de liaison des partisans yougoslaves, le colonel Ivan Preradović.

### Après guerre
Le 23 septembre 1945, l’Atherstone quitte la Méditerranée pour se rendre à Portsmouth et est versé dans la réserve (Reserve Fleet). En 1953, il est désarmé à Cardiff.
Le navire est placé sur la liste de destruction en 1957 et vendu à BISCO en novembre de la même année pour démolition par Smith and Houston à Port Glasgow. Il arrive en remorque au chantier des démolisseurs sur la Clyde le 25 novembre 1957.

### Honneurs de bataille
- Manche 1940-1942
- Saint-Nazaire 1942
- Mer du Nord 1942 - 1943
- Atlantique 1943
- Sicile 1943
- Salerne 1943
- Méditerranée 1943
- Sud de la France 1944
- Adriatique 1944